# Construction du pentagone régulier à la règle et au compas
La construction d'un pentagone régulier à la règle et au compas est une des premières constructions (après le triangle équilatéral et le carré) non triviale réalisable grâce aux axiomes d'Euclide.
La construction exacte d'un pentagone régulier fait intervenir le nombre d'or et surtout son pendant géométrique : le triangle d'or. Euclide propose une construction d'un pentagone régulier inscrit dans un cercle donné.
Mais d'autres méthodes de construction plus rapides existent, certaines sont exposées ci-dessous.
D'autres mathématiciens ou géomètres proposent aussi des constructions approchées réalisables avec un seul écartement de compas. C'est le cas par exemple d'Abu l-Wafa dans son Livre sur l’indispensable aux artisans en fait de construction (Xe siècle), ou de Mathias Roriczer dans sa Geometria deutsch (1486), construction reprise par Albrecht Dürer (1525).

## Construction selon Euclide
Euclide construit un pentagone régulier (équilatéral et équiangle) inscrit dans un cercle. Son élément de base est le triangle d'or : un triangle isocèle dont les angles avec la base sont doubles de l'angle au sommet (et ainsi l'angle au sommet est le 5e de l'angle plat, 180/5 = 36).

### Construction du triangle d'or
Dans la figure jointe, I est le milieu de [AC], AC = AB, IB = ID, AD = AE = BF. Euclide démontre que le triangle ABF est un triangle d'or en utilisant des propriétés assez longues :
- AE² = BA × BE
- Puissance d'un point par rapport au cercle circonscrit à AEF
- Théorème de l'angle inscrit dans ce même cercle.

De nos jours, la démonstration est plus simple car si on note AC = 1, on obtient
- {\displaystyle IB={\frac {\sqrt {5}}{2}}} grâce au théorème de Pythagore
- {\displaystyle AD=AE=BF={\frac {{\sqrt {5}}-1}{2}}={\frac {1}{\varphi }}} où {\displaystyle \varphi } est le nombre d'or

Les dimensions du triangle ABF sont donc 1, 1 et {\displaystyle {\frac {1}{\varphi }}}. C'est bien un triangle d'or.

### Construction du pentagone
Euclide prouve qu'il peut construire un triangle d'or inscrit dans un cercle.
1. À partir du triangle d'or OA'C construire le triangle d'or CDA grâce à l'arc de cercle de centre A' et de rayon A'C
2. En prenant les bissectrices des angles C et D en les prolongeant jusqu'au cercle, il obtient les deux sommets B et E manquant.

## Constructions contemporaines

### Commentaires de l'animation
L'animation utilise la propriété suivante : dans le pentagone ABCDE ci-dessus, inscrit dans un cercle de rayon 1, on peut démontrer, en utilisant le théorème de Pythagore, que les côtés AC et AB ont pour longueurs respectives :
{\displaystyle AC={\frac {\sqrt {10+2{\sqrt {5}}}}{2}}}
{\displaystyle AB=CD={\frac {\sqrt {10-2{\sqrt {5}}}}{2}}}

Commentaires de l'animation.

En effet, AC est un côté de l'angle droit dans le triangle rectangle AA'C, dont les deux autres dimensions sont 2 et {\textstyle {\frac {{\sqrt {5}}-1}{2}}}.
Quant à DC, la présence d'angles droits dans le quadrilatère ACA'D permet d'affirmer que AA' × DC = 2 × AC × A'C
Dans l'animation présentée, les deux derniers cercles construits ont pour rayons AM et AN (voir figure ci-contre). Or AM est l'hypoténuse du triangle rectangle MOA dont les deux autres dimensions sont 1 et {\textstyle {\frac {{\sqrt {5}}-1}{2}}}. Donc le théorème de Pythagore permet de prouver que AM correspond bien à la longueur AB.
Quant à AN, c'est l'hypoténuse du triangle rectangle ONA dont les autres dimensions sont 1 et {\textstyle {\frac {{\sqrt {5}}+1}{2}}} donc AN correspond bien à la longueur AC.

### Pentagone inscrit dans un cercle
On peut grandement simplifier la construction d'Euclide en conservant le même principe : construire des triangles d'or ou d'argent.
1. Tracer un cercle Γ de centre O et de rayon R (unité quelconque).
2. Tracer deux diamètres perpendiculaires, [AC] et [BD].
3. Tracer le milieu I de [OA].
4. Tracer le cercle Γ' de centre I et passant par O (rayon R' = R/2).
  - Γ' passe donc aussi en A.
5. Tracer une droite (d) passant par B et I.
  - (d) intercepte Γ' en E et F (E est le plus proche de B).
6. Tracer deux (arcs de) cercles Γ1 et Γ2 de centre B et de rayons (respectivement) BE et BF.
  - Γ1 et Γ2 interceptent Γ en quatre points (D1, D2, D3, D4).

D, D1, D2, D3, D4 forment un pentagone régulier.
En effet, on vérifie que BOD2 est un triangle d'or et BOD1 un triangle d'argent (leurs bases valent respectivement R/φ et φR alors que leurs côtés valent R).

### Autre construction

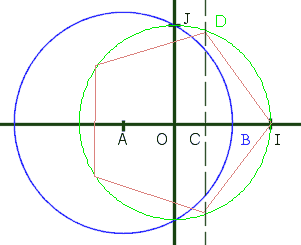
Construction du pentagone.

1. On utilise un repère orthonormé (OIJ) (Constructible puisque l'on sait construire un angle droit et reporter une longueur!)
2. On place le point A(-1/2;0) et on trace le cercle bleu de centre A passant par J. Ce cercle coupe l'axe des abscisses en deux points, soit B le point d'abscisse positive
3. On trace le cercle vert de centre O passant par J
4. Soit C le milieu de [OB]. La parallèle à l'axe des ordonnées passant par C coupe le cercle vert en un point D.
5. Avec le compas on reporte successivement la longueur ID sur le cercle vert
6. On obtient ainsi le pentagone rouge

Démonstration :
Montrons que {\displaystyle OC=\cos(2\pi /5)={\frac {{\sqrt {5}}-1}{4}}}.
Le théorème de Pythagore dans le triangle AOJ donne AJ2 = (1/2)2 + 12.
Or AB = AJ (rayons du cercle bleu) et OB = AB - AO. D'où OB = AJ -(1/2), soit OB ={\displaystyle {\sqrt {(1/2)^{2}+1}}-1/2}, d'où le résultat puisque OC = 1/2 OB.

### Pentagone inscrit dans un cercle qui est inscrit dans un carré.

1. Tracer un carré ABCD. Placer E milieu de [CD].
2. Tracer le cercle {\displaystyle \Gamma } de centre O et de rayon OE inscrit dans ce carré.
3. Placer T le point de la demi-droite [DC) tel que: ET=EB.
4. Placer I le milieu de [DT].
5. Tracer le triangle OHE isocèle en H tel que: OH=DI. La droite (OH) coupe le cercle {\displaystyle \Gamma } en M.
6. La distance EM est la longueur des côtés du pentagone inscrit dans {\displaystyle \Gamma } .

Démonstration :
Si on appelle r le rayon du cercle inscrit, on peut démontrer grâce au théorème de Pythagore que {\displaystyle EB=ET=r{\sqrt {5}}}. D'où il vient que {\displaystyle OH=DI=r{\frac {1+{\sqrt {5}}}{2}}=\varphi r} où {\displaystyle \varphi } est le nombre d'or. Le triangle OEH est alors un triangle d'or et l'angle EOM vaut donc 72° (angle au centre dans un pentagone régulier).

## Pentagone approché

### Méthode de Dürer
Dans son livre Instructions pour la mesure, à la règle et au compas, des lignes, plans et corps solides, Albrecht Dürer propose cette construction qu'il estime exacte. L'intérêt de cette construction vient du fait de l'économie de moyens mis en œuvre : tous les cercles tracés ont le même rayon.
Cependant, le pentagone tracé est bien équilatéral mais il n'est pas équiangle : les angles de base font environ 108,35° au lieu des 108° attendus et l'angle au sommet fait un peu plus de 109°. Cette preuve est apportée par les géomètres Giovanni Battista Benedetti et Clavius. ( De fait l'angle BAE se décompose  en un angle de 45˚ plus un angle KAE dont le cosinus est (3√2 -√6)/4 – K étant la projection orthogonale de A sur ME –  ce qui donne pour la valeur de l'angle KAE,  63,36612˚, donnant pour l'angle du sommet A 108,36612˚ )
1. Tracer le segment [AB]
2. Tracer les cercles de rayon AB de centres A et B. Ils se coupent en I et J
3. Tracer la droite (d) passant par I et J
4. Tracer un cercle de centre I et de rayon AB. Il coupe les cercles précédents en K et L et la droite (d) en M. les droites (KM) et (LM) recoupent les cercles en C et E

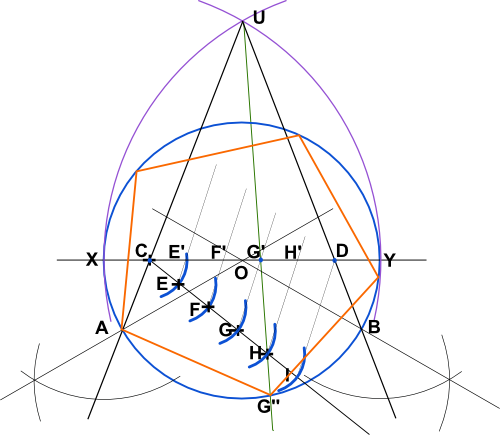
Construction d'un pentagone régulier inscrit.

5. D est tel que CD = ED = AB

### Avec découpage de segments
En s'inspirant de la construction de l'enneagone, on peut tracer une construction approchée d'un pentagone régulier, à la règle et au compas, selon la méthode identique à celle donnée pour l'heptagone.
Tracer le cercle de centre O de rayon OX, avec un angle AÔB = 120°.
Tracer l'arc de cercle de rayon XY et de centre X
Tracer l'arc de cercle de rayon YX et de centre Y
Ces arcs se coupent en U
Tracer les droites (UA) et (UB). Ils coupent le diamètre (XY) en C et D
À partir de C, sur une droite quelconque, porter avec un compas cinq segments égaux CE = EF = FG = GH = HI
Tracer la droite ( ID) et tracer la parallèle à celle-ci passant par G (au moyen de la règle et du compas). Elle coupe (XY) en G’.
Tracer la droite (UG').Elle coupe le cercle en G’’.
Reportez au compas tout le long du cercle la longueur AG’’, on trouve alors les cinq sommets du pentagone régulier inscrit dans le cercle.
Remarque : pour faire un pentagone comprenant le point B, il aurait fallu prendre le point F’.
Par cette construction, l'angle au centre AOG’’est d'environ 72,14 degré au lieu des 72 attendus, soit une erreur relative de 1,92 pour mille.
Cette méthode permet de faire n'importe quel polygone régulier. Il suffit de sectionner le segment CD en autant de secteurs identiques qu'il y a de côtés souhaités pour le polygone. Ensuite, on prend le troisième point en partant de C (G’), on trace le segment qui le relie à U et on obtient G’’ à l'intersection entre le cercle et ce segment (dans le demi-plan inférieur à XY). L'erreur commise sur l'angle au centre pour cette méthode varie de 1,92 pour mille à 11,7 pour mille selon le nombre de côtés.

## Sources
- Éléments d'Euclide, Livre IV, propositions X et XI de F. Peyrard, Les œuvres d'Euclide, 1819.
- Jeanne Peiffer, La géométrie d'Albrecht Dürer et ses lecteurs, Bulletin de l'APMEP, no 442, 2002, p. 630-648